# Acidogona melanura
Acidogona melanura är en tvåvingeart som först beskrevs av Friedrich Hermann Loew 1873.  Acidogona melanura ingår i släktet Acidogona och familjen borrflugor. Inga underarter finns listade i Catalogue of Life.